# ملتمس (قانون المغرب)
الملتمس (fr: demande, en: application) في القانون المغربي هو مبادرة تشريعية، يتقدم بها مجموعة من المواطنين من داخل البلاد وخارجها متمتعين بحقوقهم المدنية والسياسية ومقيدين في اللواح الانتخابية وفي وضعية جبائية سليمة.